# Live Oak (Floryda)
Live Oak – miasto w Stanach Zjednoczonych, w stanie Floryda, siedziba administracyjna hrabstwa Suwannee.